# Metaxochóri
Metaxochóri är en ort i Grekland.   Den ligger i prefekturen Nomós Kilkís och regionen Mellersta Makedonien, i den norra delen av landet, 300 km norr om huvudstaden Aten. Metaxochóri ligger 270 meter över havet och antalet invånare är 175.
Terrängen runt Metaxochóri är kuperad österut, men västerut är den platt. Runt Metaxochóri är det glesbefolkat, med 10 invånare per kvadratkilometer. Närmaste större samhälle är Kilkis, 11,1 km sydväst om Metaxochóri. Trakten runt Metaxochóri består till största delen av jordbruksmark.